# سوجيارتو
سوجيارتو هو لاعب كرة قدم إندونيسي في مركز الهجوم، ولد في 17 يوليو 1987 في إندونيسيا. لعب مع Deltras F.C. ‏.

## وصلات خارجية
- سوجيارتو على موقع قاعدة بيانات كرة القدم.إي يو (الإنجليزية)
- سوجيارتو على موقع Soccerway.com (الإنجليزية)